# Coupe du Maroc de football 2018
Navigation
Coupe du Trône 2016-2017 Coupe du Trône 2018-2019
La Coupe du Trône 2017-2018 est la 62e édition de la Coupe du Trône de football.
Le tenant du titre est le Raja Club Athletic.
Le Renaissance Berkane se qualifie pour le tour préliminaire de la Coupe de la confédération africaine 2019 en tant que vainqueur de la compétition.
Léger changement, les affiches de cette édition se disputent sur une seule rencontre comme auparavant, au lieu d'une manche aller et une autre retour.

## Tour préliminaire
| Match | Équipe 1             | Résultat            | Équipe 2             |
| ----- | -------------------- | ------------------- | -------------------- |
| 1     | JS Kasba Tadla       | 4 - 5               | Najah Souss          |
| 2     | US Touarga           | 2 - 1               | Chabab Mohammédia    |
| 3     | Renaissance Taourirt | 0 - 2               | AS Salé              |
| 4     | Rachad Bernoussi     | 2 - 1               | Chabab Ben Guerir    |
| 5     | Wydad Serghini       | 0 - 1               | Raja de Beni Mellal  |
| 6     | Youssoufia Berrechid | 0 - 2               | Renaissance Ezzmamra |
| 7     | Chabab Mrirt         | 0 - 1               | Mouloudia Missour    |
| 8     | Rajaa d'Arfoud       | 1 - 2               | Stade Marocain       |
| 9     | IZ Khémisset         | 2 - 1               | MC Oujda             |
| 10    | Wydad de Fès         | 2 - 1               | Maghreb de Fès       |
| 11    | US Musulmane d'Oujda | 0 - 0 (5 - 6 t.a.b) | Union de Sidi Kacem  |
| 12    | Olympique Dcheira    | 2 - 1               | JS El Massira        |
| 13    | Mouloudia Assa       | 0 - 0 (3 - 4 t.a.b) | Nasma Sportif Settat |
| 14    | Amal Tiznit          | 2 - 1               | Olympique Youssoufia |
| 15    | CSM Ouarzazate       | 1 - 4               | Widad Témara         |
| 16    | Kénitra AC           | 2 - 0               | Chabab Larache       |

## Seizièmes de finale
| Match | Équipe 1              | Résultat    | Équipe 2           |
| ----- | --------------------- | ----------- | ------------------ |
| 1     | OC Khouribga          | 2 - 0       | Najah Souss        |
| 2     | RS Berkane            | 2 - 1       | US Touarga         |
| 3     | AS Salé               | 1 - 2       | Fath US            |
| 4     | DH El Jadida          | 4 - 0       | Rachad Bernoussi   |
| 5     | KAC Marrakech         | 1 - 2       | Wydad AC           |
| 6     | IR Tanger             | 1 - 0       | Moghreb de Tétouan |
| 7     | Raja de Beni Mellal   | 0 - 1       | OC Safi            |
| 8     | RCA Zemamra           | 0 - 1       | HUS Agadir         |
| 9     | Mouloudia Missour     | 1 - 2       | Stade Marocain     |
| 10    | IZ Khémisset          | 1 - 0       | AS FAR             |
| 11    | Wydad de Fès          | 3 - 2       | US Sidi Kacem      |
| 12    | Racing AC             | 0 - 1 (a.p) | Olympique Dcheira  |
| 13    | Nasma Sportif Séttat  | 0 - 1       | RC Oued-Zem        |
| 14    | Amal Tiznit           | 1 - 2       | Widad Témara       |
| 15    | Chabab Rif Al Hoceima | 0 - 4       | Kénitra AC         |
| 16    | CA Khénifra           | 0 - 1       | Raja CA            |

## Phases finales

### Huitièmes de finale
| Match | Équipe 1       | Résultat        | Équipe 2          |
| ----- | -------------- | --------------- | ----------------- |
| 1     | OC Khouribga   | 0 - 1           | RS Berkane        |
| 2     | Fath US        | 0 - 0 (3-4 tab) | DH El Jadida      |
| 3     | Wydad AC       | 2 - 0           | IR Tanger         |
| 4     | OC Safi        | 0 - 0 (4-2 tab) | HUS Agadir        |
| 5     | Stade Marocain | 1 - 0           | IZ Khémisset      |
| 6     | Wydad de Fès   | 1 - 1 (5-4 tab) | Olympique Dcheira |
| 7     | RC Oued-Zem    | 5 - 0           | Widad Témara      |
| 8     | Raja CA        | 3 - 1           | Kénitra AC        |

### Quarts de finale
| Match | Équipe 1       | Résultat | Équipe 2     |
| ----- | -------------- | -------- | ------------ |
| 1     | RS Berkane     | 2 - 0    | DH El Jadida |
| 2     | Wydad AC       | 2 - 1    | OC Safi      |
| 3     | Stade Marocain | 2 - 3    | Wydad de Fès |
| 4     | RC Oued-Zem    | 0 - 1    | Raja CA      |

### Demi-finales
| Match | Équipe 1     | Résultat        | Équipe 2 |
| ----- | ------------ | --------------- | -------- |
| 1     | RS Berkane   | 1 - 1 (6-5 tab) | Wydad AC |
| 2     | Wydad de Fès | 1 - 1 (4-3 tab) | Raja CA  |

### Finale
| Orange         |
| Entraîneur :   |
| Mounir Jaouani |

| Noir          |
| Entraîneur :  |
| Hassan Oughni |

| Orange         |
| Entraîneur :   |
| Mounir Jaouani |

| Noir          |
| Entraîneur :  |
| Hassan Oughni |

## Vainqueur
| Vainqueur Coupe du Trône 2018 Renaissance Sportive de Berkane 1er titre |